# Gamma Leporis
Gamma Leporis is een tweevoudige ster met een spectraalklasse van F6.V en M.V. De ster bevindt zich 29,04 lichtjaar van de zon.

## Kleurcontrast
Gamma Leporis is een wijde dubbelster met opvallend kleurcontrast . De kleuren van beide componenten werden bij telescopische waarnemingen  beschreven als groenachtig (aldus Smyth, betreft de begeleider van de hoofdster), geelachtig en granaatrood (aldus T. W. Webb, betreft beide componenten ), geel en oranje (aldus E. J. Hartung, betreft beide componenten  ).